# Tommy Rettig
Tommy Rettig (Thomas Noel Rettig: Nueva York, 10 de diciembre de 1941-Marina del Rey, California, 15 de febrero de 1996) fue un actor infantil estadounidense, además de ingeniero informático y escritor. Rettig es recordado por su interpretación del personaje de "Jeff Miller" en las primeras tres temporadas de la serie de la CBS Lassie, entre 1954 y 1957. Además, trabajó con el también actor infantil Tony Dow a mediados de la década de 1960, interviniendo ambos en la serie Never Too Young, grabando el tema musical de la misma con el grupo "The TR-4". 

## Años juveniles como actor
Su verdadero nombre era Thomas Noel Rettig. Siendo ya adulto fue conocido como Tom Rettig. Nació en la ciudad de Nueva York, siendo su padre Elias Rettig, y su madre Rosemary Nibali. Empezó su carrera de actor a los seis años de edad, en una gira junto a Mary Martin con la obra Annie Get Your Gun, en la cual interpretaba a Little Jake.
Antes de hacer su famoso papel de Jeff Miller en la primera serie Lassie, Rettig también actuó en unos 18 largometrajes incluyendo The 5,000 Fingers of Dr. T y River of No Return, con Marilyn Monroe y Robert Mitchum. 
Fue su trabajo con un perro en The 5000 Fingers Of Dr. T. que decidió al entrenador Rudd Weatherwax a pedirle una audición para el papel de Lassie, serie para la cual Weatherwax aportó los famosos collies.
En mayo de 1956, Rettig ―de 14 años― enfureció a los productores de la serie Lassie por ir a trabajar un día con su cabello recortado con un estilo popular en ese entonces. Para resolver este problema ―ya que los actores no deben cambiar el aspecto de sus personajes―, el peluquero Max Factor elaboró rápidamente una peluca rubia imitando el tradicional estilo de corte anterior de Rettig y los guionistas inventaron una historia en menos de dos horas. En el episodio «The haircut» (‘el corte de pelo’), el Abuelo derrama involuntariamente pintura asfáltica sobre Lassie y sobre el cabello rubio de «Jeff» (Rettig) ―en realidad sobre la peluca―, lo que lo obliga a cortarle el cabello y teñirlo.
Los productores le dieron a Rettig la orden expresa de no cambiar su apariencia.

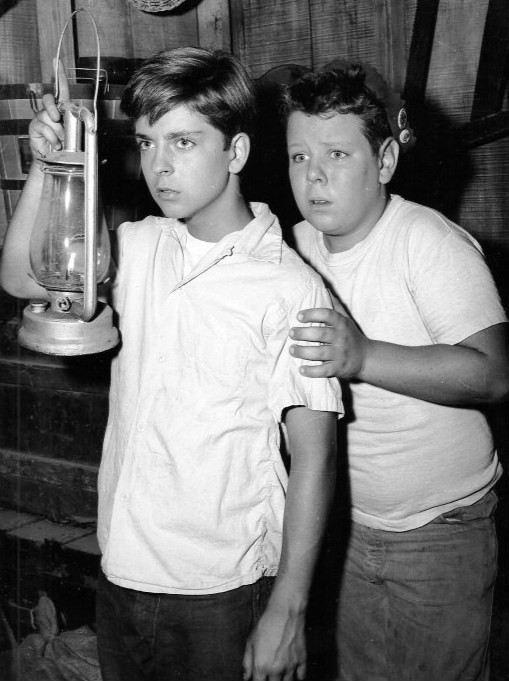
Tommy Rettig («Jeff») con su coestrella Donald Keeler («Cerdito»).

La serie Lassie ganó dos premios Emmy. En 1956, Tommy Rettig («Jeff») y su coestrella Donald Keeler (el gordo «Porky») aceptaron juntos el segundo Emmy en la ceremonia de premiación.
Se graduó en 1959 en la University High School de Los Ángeles (California). En 1964-1965 trabajó con otro actor infantil, Tony Dow, en la serie de la ABC para adolescentes Never Too Young. Con el grupo "The TR-4" grabó la canción titular del programa.
Ya de adulto, Rettig prefería ser llamado "Tom". El paso de estrella infantil a la edad adulta fue difícil, y se vio envuelto en varios enredos legales debido al uso de drogas ilegales. Unos años después de abandonar la interpretación, se dedicó a dar charlas de motivación, lo cual le facilitó entrar en el naciente mundo de la informática mientras trabajaba con listas de correo.
Durante sus últimos 15 años de vida, Rettig fue un conocido ingeniero de software, y trabajó en Ashton-Tate. Se especializó en dBase, Clipper, y Visual FoxPro. 

## Últimos años y fallecimiento
Rettig trabajó como estrella invitada en un episodio de la serie televisiva The New Lassie, con Jon Provost, emitido en 1991. En esta serie hubo actuaciones de otros dos veteranos de Lassie: Roddy McDowall, que había protagonizado la primera película, Lassie Come Home (1943), y June Lockhart, protagonista del film de 1945 Son of Lassie y la serie televisiva.   
Rettig falleció a los 54 años por infarto agudo de miocardio. Sus restos fueron incinerados; y sus cenizas, esparcidas en el mar.

## Filmografía seleccionada
| Año  | Título                                    | Papel                    |
| ---- | ----------------------------------------- | ------------------------ |
| 1950 | Panic In The Streets                      | (sin títulos de crédito) |
| 1950 | The Jackpot (Cuidado con los inspectores) | Tommy Lawrence           |
| 1950 | Two Weeks With Love                       | Ricky Robinson           |
| 1950 | For Heaven's Sake (¿Se puede entrar?)     | Joe                      |
| 1951 | The Strip                                 | Artie Ardrey             |
| 1951 | Elopement                                 | Daniel Reagan            |
| 1951 | Weekend With Father                       | David Bowen              |
| 1952 | Paula (El secreto de Paula)               | David Larsen             |
| 1952 | Gobs And Gals                             | Bertram                  |
| 1953 | The Lady Wants Mink                       | Ritchie Connors          |
| 1953 | The 5,000 Fingers of Dr. T                | Bartholomew Collins      |
| 1953 | So Big (Trigo y esmeralda)                | Dirk (8 años)            |
| 1954 | River of No Return                        | Mark Calder              |
| 1954 | The Raid                                  | Larry Bishop             |
| 1954 | The Egyptian                              | Thoth (hijo de Meryt)    |
| 1955 | The Cobweb                                | Mark McIver              |
| 1955 | At Gunpoint (Así mueren los valientes)    | Billy Wright             |
| 1956 | The Last Wagon (La ley del talión)        | Billy                    |